# Фридрих Ернст фон Зайн-Витгенщайн-Берлебург
Фридрих Ернст фон Зайн-Витгенщайн-Берлебург (на немски: Friedrich Ernst Graf zu Sayn-Wittgenstein; * 5 юни 1837, дворец Занерц, Хесен; † 16 април 1915, Меран, Италия) е граф от Зайн-Витгенщайн-Берлебург, капитан в австрийската войска.

## Произход
Той е син на граф Лудвиг Йозеф фон Зайн-Витгенщайн-Берлебург (1784 – 1857), пруски полковник, и съпругата му графиня Паулина фон Дегенфелд-Шонбург (1803 – 1861), дъщеря на граф Фридрих Кристоф фон Дегенфелд-Шонбург (1769 – 1848) и графиня Луиза Шарлота Поликсена фон Ербах-Ербах (1781 – 1830). Внук е на граф Георг Ернст фон Зайн-Витгенщайн-Берлебург († 2 септември 1792 на гилотината в Париж).
Сестра му Луиза (1833 – 1909) е омъжена 2 май 1857 г. в Дрезден за граф Густав Август фон Манделслох (1825 – 1872).
Фридрих Ернст фон Зайн-Витгенщайн-Берлебург умира на 77 години на 16 април 1915 г. в Меран, Италия.

## Фамилия
Първи брак: на 6 юни 1861 г. в дворец Добричан, Бохемия, с баронеса/фрайин Тереза Цеснер фон Шпитценберг (* 9 януари 1841; † 1 юни 1887), дъщеря на фрайхер Винценц Цеснер фон Шпитценберг († 1879) и Тереза де Лонгуевал, графиня фон Буквой (1807 – 1869). Те имат 12 деца:
- Клодвиг Винценц (* 18 юли 1864; † 12 февруари 1936), женен на 24 май 1909 г. за Емма фон и цу Голдег-Линденбург (* 28 юни 1862; † 25 ноември 1946); няма деца
- Паулина (* 12 октомври 1865; † 1866)
- Каролина (* 28 август 1867, Валхен; † 7 юни 1945, Мауербах до Виена), омъжена на 29 октомври 1891 г. в Брегенц за принц Макс Карл Рудолф фон Хоенлое-Лангенбург (* 15 април 1861; † 7 април 1935), син на принц Лудвиг Карл Густав фон Хоенлое-Лангенбург (1823 – 1866) и внук на Фридрих Ернст (1750 – 1794) и правнук на Лудвиг фон Хоенлое-Лангенбург (1696 – 1765)
- Мария Клотилда (* 22 декември 1868; † 28 май 1944), омъжена I. на 21 септември 1895 г. (развод 21 септември 1895) за Георг фон Меринг († 9 декември 1930), II. на 3 септември 1913 г. за Хумберт Лумброзо († юни 1916, убит)
- Хенриета (* 7 юли 1870; † 2 август 1904), неомъжена
- София (* 1 април 1872, Залцбург; † 9 юни 1957, Золбад Хал, Тирол), омъжена на 4 януари 1903 г. в Ротенбург за граф Константин Ферарис-Чиаваца (* 18 юни 1874; † 25 юни 1930)
- Андреас (* 25 септември 1873; † 1886)
- Анна (* 13 юни 1875, Добричан; † 14 април 1956, Баленщет), омъжена на 14 септември 1897 г. в Ротенбург за фрайхер Юлиус Волфганг фон Залмут (* 23 март 1870; † 24 февруари 1944)
- Отокар (* 22 май 1878, Залцбург; † 13 август 1914, до Вилерн при Белфорт), в пруската войска, женен на 11 декември 1909 г. в Карлсруе за Ева Далман (* 14 октомври 1889; † 26 май 1970); има 1 син:
  - Отокар (* 16 януари 1911, Брухзал; † 27 ноември 1995, Мюнхен), др. мед. психоаналист; има 2 дъщери
- Феликс (* 18 август 1879; † 28 декември 1946), неженен
- Виктор (* 26 юни 1881, Залцбург; † 6 Маи 1945, Хехендорф), женен на 15 декември 1924 г. във Виена за Виола Жонсон (* 18 август 1895; † 29 декември 1993); няма деца
- Фридрих Алард (* 4 септември 1884; † 1 ноември 1904)

Втори брак: на 16 октомври 1888 г. в дворец Рот с графиня Емилия Луиза София фон Ербах-Ербах (* 18 май 1852, дворец Еулбах; † 6 февруари 1919, Бад Хомбург), дъщеря на Франц Еберхард (XV) граф фон Ербах-Ербах (1818 – 1884) и Клотилда фон Ербах-Фюрстенау (1826 – 1871). Те нямат деца.